# Конырат (Туркестанская область)
Конырат (каз. Қоңырат) — село в Мактааральском районе Туркестанской области Казахстана. Входит в состав сельского округ Аязхана Калыбековаа. Код КАТО — 514475300.

## Население
В 1999 году население села составляло 1671 человек (831 мужчина и 840 женщин). По данным переписи 2009 года, в селе проживал 2061 человек (1041 мужчина и 1020 женщин).